# Carea viridifascia
Carea viridifascia är en fjärilsart som beskrevs av Swinhoe 1902. Carea viridifascia ingår i släktet Carea och familjen trågspinnare. Inga underarter finns listade i Catalogue of Life.